# Sterrhochaeta subrubescens
Sterrhochaeta subrubescens là một loài bướm đêm trong họ Geometridae.